# Haveristerna
Haveristerna är ett svenskt poddradioprogram som kritiskt granskar svenskt samhällsliv, politik och influerare på sociala medier ur ett vänsterperspektiv. Serien inleddes i april 2017 och utkommer i september 2021 flera gånger per månad i allmänt tillgängliga avsnitt och som exklusiva avsnitt för prenumeranter på Patreon, en tjänst för gräsrotsfinansiering.
Programvärdar är Axel Luo Öhman och Sanna Fielding. Fielding ersatte Myra Åhbeck Öhrman under 2020. Medgrundaren Henrik Johansson meddelade i december 2024 att han lämnar podden. Johansson och Öhrman har bakgrund i Inte rasist men.
Johansson beskrev sin Twitter-profil sin roll i podden som "grävande satiriker". Öhrman har uppgett att podcastens personligheter har "en lång historia av att bråka med rasister och nazister på nätet" och beskrev programmet som ett "forum för att skratta åt och spy galla över hycklande eller på annat sätt förkastliga aktörer i det offentliga samtalet online, oavsett deras politiska hemvist".
Andra beskriver Haveristernas samtalsämnen som "kritik mot orättfärdigheter och rasism, hyckleri och lögner", i en stil som anses "grov", "vildvuxen och rufsig." Programmet granskar hela politiska spektrumet. Haveristernas följetongsartade kritik av medieprofilen Cissi Wallin och den feministiska influencern Linnéa Claeson har väckt uppmärksamhet i svensk press.

## Finansiering och publik
Enligt Mediepoddens granskning av svenska aktörer på Patreon under augusti 2021 var Haveristerna det sjunde största svenska kontot på Patreon, med över 3 400 prenumeranter som bidrog med närmare 17 000 dollar i månadsintäkter.

## Kontroverser
Poddskaparna Henrik Johansson och Axel Öhman har blivit dömda för förtal upprepade gånger på grund av poddens innehåll och de är båda avstängda från X (fd Twitter) där Öhman tidigare gjort sig skyldig till att ha hotat en journalist på Samnytt till livet.